# مراكش إي بريكس 2018
مراكش إي بريكس 2018 هو سباق سيارات فورمولا إي الكهربائية
أقيم بتاريخ 13 يناير 2018 في Circuit International Automobile Moulay El Hassan ‏، المغرب، وكان السباق 3 من أصل 12 في بطولة العالم للفورمولا إي 2017–18، وكان أول المنطلقين سيباستيان بويمي.
فاز بالمركز الأول  فيليكس روزنكفيست ‏، وكان صاحب أسرع لفة نيلسون بيكيه جونيور.